# 无锡市五爱小学
无锡市五爱小学坐落于江苏无锡市梁溪区，前身为中共淮南干部子弟学校、雪枫干部子弟学校和华东干部子弟学校。1949年后与苏南其他干部子弟小学合并，1953年，由中共华东局以“爱祖国、爱人民、爱劳动、爱科学、爱护公共财物”命名为五爱小学。